# Německá koloniální říše
Německá koloniální říše (německy Deutsches Kolonialreich) byla jednou z koloniálních říší spravované Německem. Zatímco jiné evropské mocnosti získávaly kolonie již od 15. století, Německá říše se stala koloniální velmocí v pravém slova smyslu až ve druhé polovině 19. století. Německé císařství vzniklo až v roce 1871, předtím se o kolonizaci pokoušely jednotlivé německé státy, zejména Braniborsko-Prusko. Mnoho Němců hledalo štěstí v zámoří i bez úmyslu založit německé kolonie (např. německá migrace na východ do Rumunska a Ruska a na západ do Severní Ameriky).

## První německé kolonie
- Malé Benátky (Klein Venedig, 1528 – 1546) byla oblast převážně na území dnešní Venezuely, kterou propůjčil španělský král Karel V. augsburskému bankovnímu rodu Welserů, o německou kolonii se tedy v pravém slova smyslu nejednalo. Původně byl plánován rozvoj obchodu se zlatem, solí či vzácnými dřevinami, tato provincie však profitovala zejména z prodeje domorodých otroků. Mnoho německých kolonistů zemřelo na tropické nemoci a v bojích s indiány při výpravách za hledáním zlata a legendárního Eldorada. Smlouvu o Malých Benátkách s rodem Welserů vypověděl král Karel V. v roce 1546.

### Kolonie založené Braniborskem-Pruskem
- Groß Friedrichsburg (1683 – 1718): kolonie na území dnešní Ghany sestávající z několika pevností na cca 30 km dlouhém pruhu pobřeží.
- Arguin (1685 – 1721): malý ostrov blízko pobřeží dnešní Mauritánie
- Svatý Tomáš (1685 – 1720): ostrov v Karibiku dnes patřící USA, v těchto letech součást Dánské Západní Indie pronajatý Braniborsku-Prusku
- Vieques (1689 – 1693): ostrov v Karibiku dnes patřící USA, v těchto letech braniborský zábor území Dánské východní Indie
- Tertholen (1696): malý ostrov v Karibiku
- Whydah (okolo r. 1700): malá pevnost v dnešním Togu, byli zde přítomni i Britové a Nizozemci

## Kolonie založené Německým císařstvím

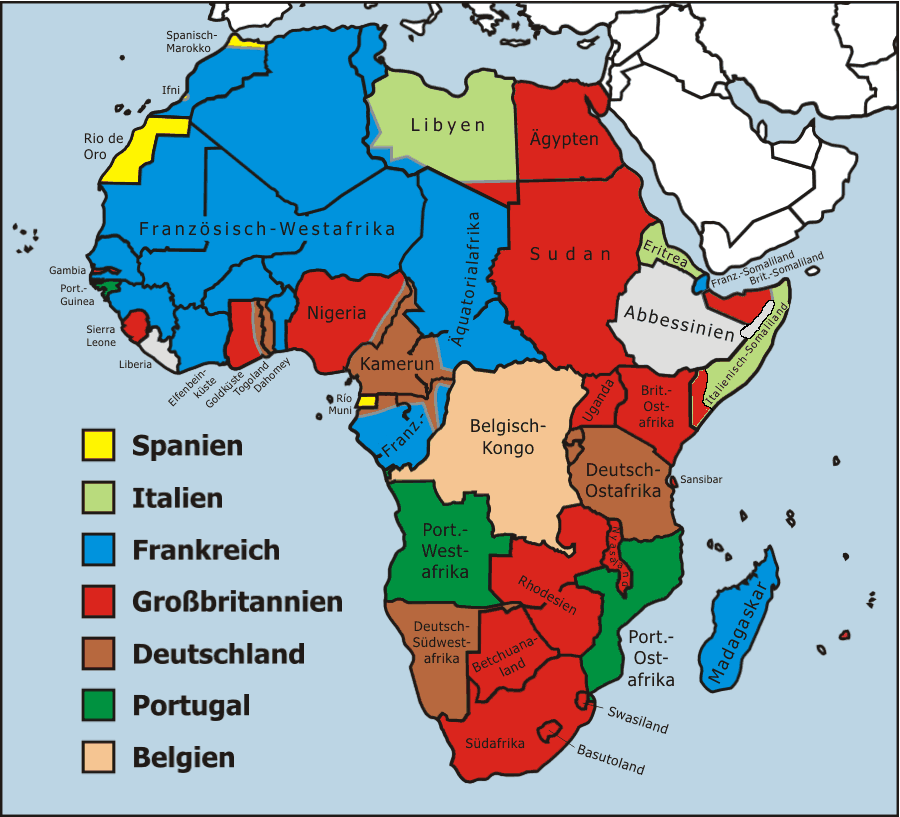
Afrika v roce 1914

- Německá Nová Guinea (1885 – 1914), skládající se z těchto území:
  - Země císaře Viléma (dnešní severní část Papuy Nové Guineje)
  - Bismarckovo souostroví (dnes součást Papuy Nové Guineje)
  - Bougainville a Buka (ostrovy, dnes součást Papuy Nové Guineje)
  - severní Šalomounovy ostrovy (1885 – 1899)
  - Mariany (1899 – 1919)
  - Marshallovy ostrovy (1885 – 1919)
  - Palau (1899 – 1919)
  - Karolíny (1899 – 1919)
  - Nauru (1888 – 1919)
- Německá východní Afrika (1885 – 1919), dnešní Tanzanie, Rwanda, Burundi, trojúhelník Kionga v dnešním Mosambiku
- Německá jihozápadní Afrika (1884 – 1918), dnešní Namibie
- Wituland (1885 – 1890), dnešní jižní Keňa
- Kiau-čou (1898 – 1914), území v dnešní Číně
- Německý Kamerun (1884 – 1919), dnešní Kamerun, východní část Nigérie, jihozápadní část Čadu, západní část Středoafrické republiky, severní část Republiky Kongo, severní část Gabonu
- Samoa (1899 – 1919)
- Togoland (1884 – 1919), dnešní Togo a východní část Ghany

### Koloniální politika Otto von Bismarcka

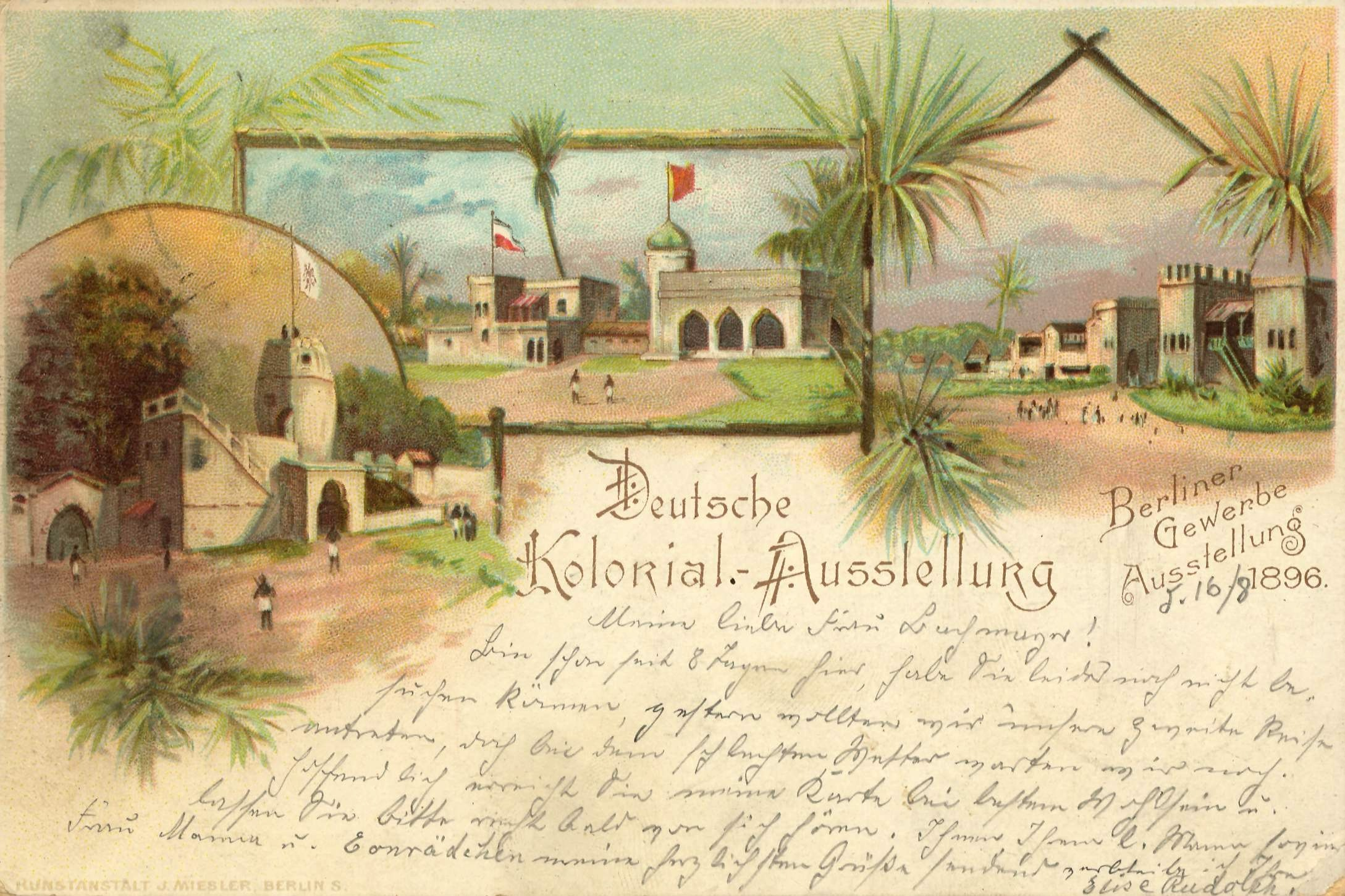
Pohled z koloniální výstavy v Berlíně v roce 1896

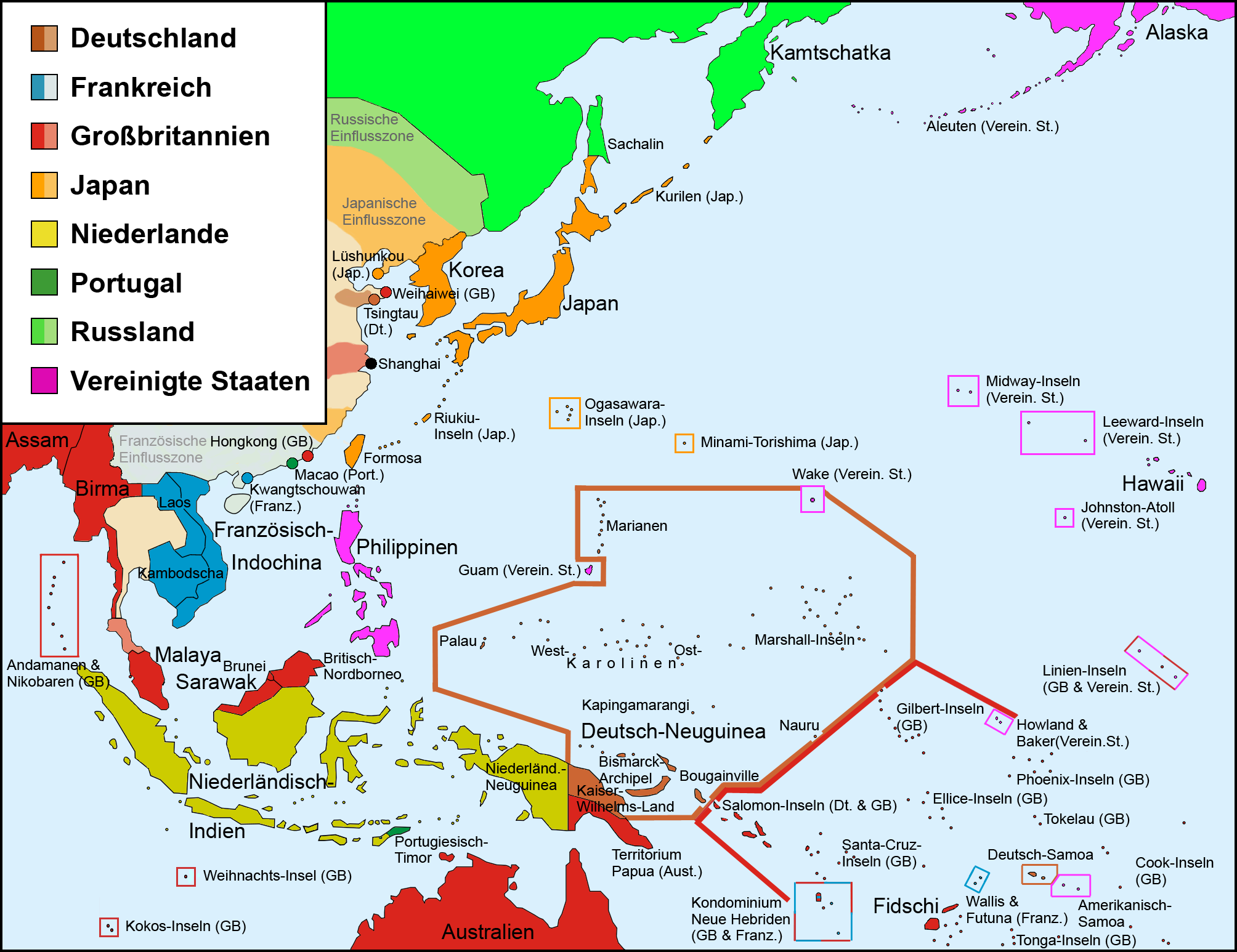
Kolonie a sféry vlivu ve východní Asii a Oceánii v roce 1914

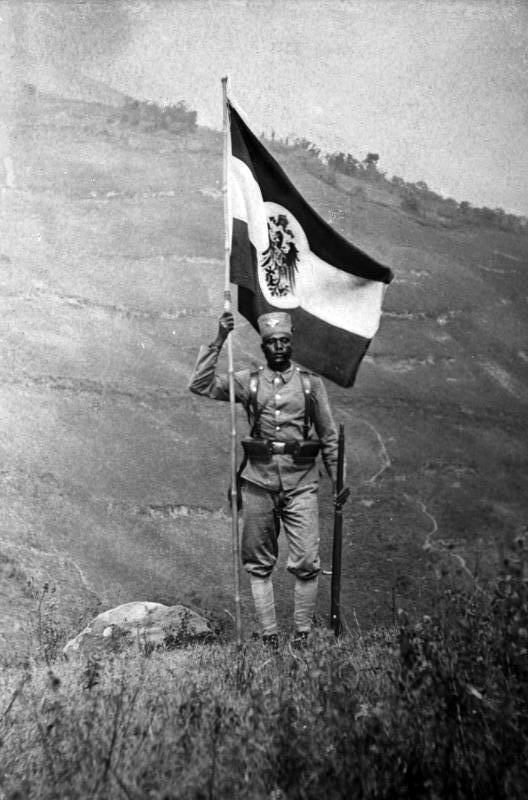
Východoafrický domorodý Askar s německým koloniálním praporem

Po vzniku Německého císařství v roce 1871 hrála koloniální politika jen podřadnou roli. Říšský kancléř Otto von Bismarck odmítal získávání nových území v zámoří, protože očekával jen malé hospodářské výhody, spojené navíc s možnými politickými újmami. Aby Dánsko po prohrané německo-dánské válce v roce 1866 zabránilo ztrátě Šlesvicka, nabídlo Německu Dánskou západní Indii. S kladnou reakcí Bismarcka a poslanců říšského sněmu se nesetkal ani návrh Francie po francouzsko-německé válce na předání kolonie Kočinčína (dnes jižní Vietnam).
V průběhu 70. let nabrala koloniální propaganda na intenzitě. V roce 1882 byl založen Německý koloniální spolek (Deutscher Kolonialverein), který měl propagovat německou kolonizaci, v roce 1884 Německá východoafrická společnost (Deutsch-Ostafrikanische Gesellschaft), která si již dala za cíl praktickou realizaci koloniálních plánů. Obě společnosti se roku 1887 spojily do Německé koloniální společnosti (Deutsche Kolonialgesellschaft).
Rok 1884 určuje vlastní začátek německé koloniální politiky. Bismarck využil jistého politického uvolnění v Evropě ke „koloniálnímu experimentu“ (ke kterému se ale osobně stavěl spíše skepticky): po anglickém vzoru přijal majetek německých obchodníků pod státní ochranu Německé říše. Jako důležitý moment obratu v Bismarckově politice se jeví „koloniální horečka“ v německé společnosti, kancléř doufal, že by ji mohl využít k upevnění své politické pozice. Mimo to též věřil v přesměrování toku německých emigrantů ze Severní Ameriky do nových německých kolonií; ekonomické motivy německé kolonizace byly spíše druhořadé.
Území brémského kupce Adolfa Lüderitze v jižní Africe v roce 1884 ustanoveno jako Německá jihozápadní Afrika. V témže roce se německou kolonií stal podobným způsobem Kamerun (vlastnictví Adolpha Woermanna) a Togoland, o rok později následovalo východoafrické území Carla Peterse a jeho Společnosti pro německou kolonizaci (Gesellschaft für deutsche Kolonisation) a Wituland bratří Denhardtů. S převzetím pacifických území (Německá Nová Guinea) v roce 1885 byla završena první fáze německé kolonizace.
Bismarckova nynější politika byla převést co nejvíce pravomocí na soukromé společnosti, které se měly starat o nová území, a omezit státní zásahy na nezbytné minimum. Tento plán však ztroskotal na špatné ekonomické a bezpečnostní situaci kolonií, kvůli tomu byla Německá říše nucena všechny své kolonie včlenit do své státní správy.
Po roce 1885 se Otto von Bismarck opět odvrátil od myšlenek na budování koloniálního impéria, zasazoval se spíše o zlepšování vztahů s Anglií a Francií, kolonie mu sloužily jako dobré východisko pro nejrůznější vyjednávání – Německo se například v roce 1890 vzdalo Witulandu ve prospěch Anglie výměnou za ostrov Helgoland.

### Koloniální politika císaře Viléma II.

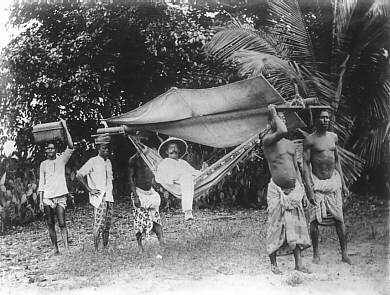
Německý kolonista v Togu (cca 1885)

V roce 1890 přiměl nový německý císař Vilém II. Pruský kancléře Otto von Bismarcka k abdikaci a soustředil na sebe většinu exekutivní moci. Jeho éra se vyznačuje expanzionistickou politikou a zbrojením (především německého námořnictva) a usilováním o „místa na slunci“; tato politika upřednostňující národní německou prestiž byla v příkrém rozporu s bismarckovským pragmatismem.
Za éry Viléma II. se Německu podařilo získat některá další území: v roce 1888 skončily boje s domorodým obyvatelstvem na Nauru, které se stalo německou kolonií, v roce 1898 bylo do říše začleněno čínské město Kiau-čou a v roce 1898 mikronéské ostrovy Karolíny a Mariany, Palau ve středním Pacifiku a Samoa v jižním Pacifiku. Někteří příznivci kolonialismu si přáli nové uspořádání kolonií v Africe, které se však neuskutečnilo, Německu se pouze podařilo přičlenit ke svému Kamerunu v průběhu druhé marocké krize v roce 1911 část francouzského Konga.

### Život v německých koloniích
Němečtí místodržící zavedli v koloniích tvrdý byrokratický aparát a trestali domorodé obyvatelstvo při prohřešcích proti němu relativně přísně, negativní reputaci měl zejména Carl Peters při své vládě v Německé východní Africe, v roce 1897 byl z tohoto důvodu zbaven úřadu. Německo muselo ve svých koloniích čelit několika větším povstáním.
Z ekonomického hlediska byly všechny kolonie prodělečné, s výjimkou Toga. Nenaplnila se ani očekávání přílivu německých osadníků, v roce 1914 žilo v německých koloniích jen cca 25 000 Němců. Po desetiletích investic začínaly být kolonie výnosné, tento vývoj však přerušila první světová válka.

### Návrh vlajek německých kolonií (1914)
Německo považovalo, na rozdíl od britských kolonií, své kolonie za nedílnou součást říše a proto byly na těchto územích používány pouze symboly císařství. Kolem roku 1912 začalo uvažovat, podle britského vzoru, o jednotném vzoru pro své kolonie. V roce 1914 byly návrhy vlajek vytvořeny, schváleny, ale po vypuknutí 1. světové války nebyly nikdy zavedeny. Existuje několik variant návrhů.

Návrh vlajky Německého Kamerunu Poměr stran: 2:3
Návrh (2) vlajky Německého Kamerunu Poměr stran: 2:3
Návrh vlajky Německé Nové Guineje Poměr stran: 2:3
Návrh (2) vlajky Německé Nové Guineje Poměr stran: 2:3
Návrh vlajky Togolandu Poměr stran: 2:3
Návrh vlajky Německé Samoy Poměr stran: 2:3
Návrh vlajky Německé jihozápadní Afriky Poměr stran: 2:3
Návrh vlajky Německé východní Afriky Poměr stran: 2:3
Návrh (2) vlajky Německé východní Afriky Poměr stran: 2:3
Návrh (3) vlajky Německé východní Afriky Poměr stran: 2:3

### Zánik německého koloniálního panství

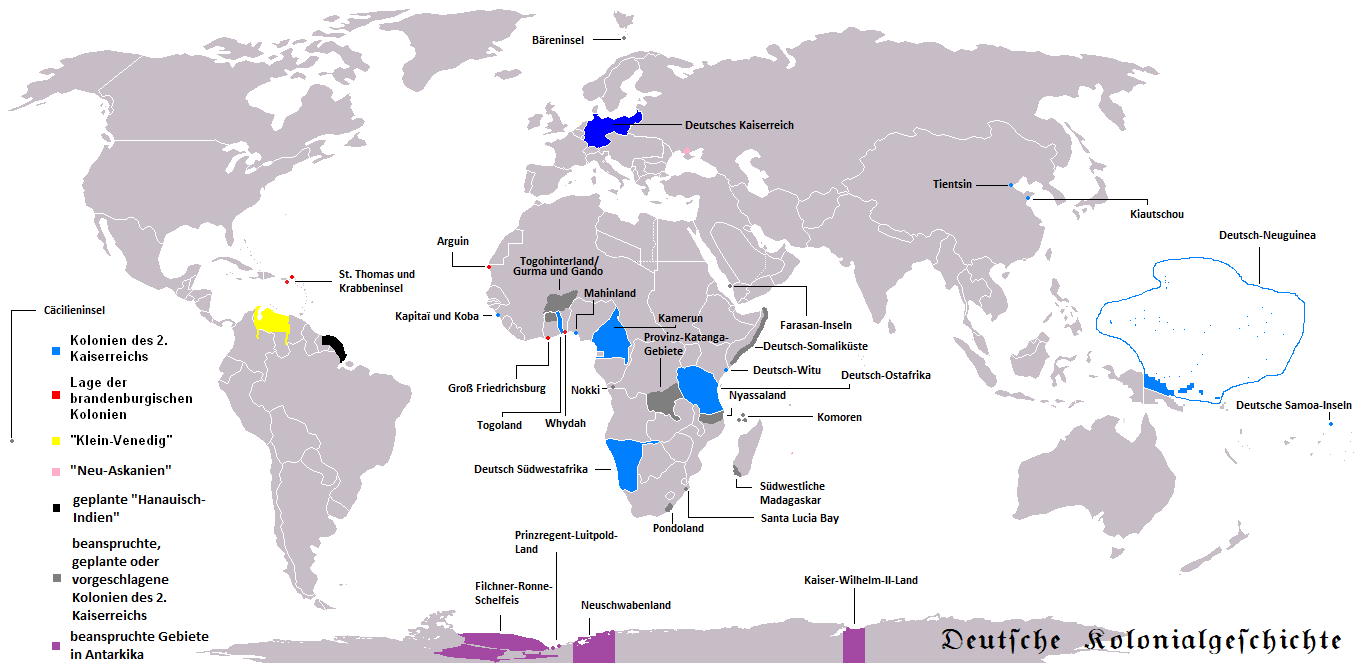
Německé kolonie na mapě světa:
Německé císařství
Kolonie Německého císařství
Prusko-Braniborské kolonie
"Malé Benátky"

Po vypuknutí první světové války doufalo Německo v dodržování závěrů berlínské konference z roku 1885, která zavazovala všechny koloniální mocnosti ke svobodnému obchodu a mírovému řešení koloniálních sporů. Hned několik dní po vstupu Německa do války byly spojenci dobyty jen minimálně chráněné kolonie Togo, Německá Nová Guinea, Samoa a Kiau-čou. V roce 1915 se vzdalo pětitisícové vojsko chránící Německou jihozápadní Afriku desetinásobné přesile Jihoafričanů. Kamerun obsadili Francouzi a Angličané v roce 1916 za pomoci 19 000 vojáků. Vojsko Německé východní Afriky čítající 15 000 mužů (z toho 11 000 domorodců) se udrželo až do německé kapitulace v roce 1918.
S prohrou na evropském bojišti padly plány na vytvoření nepřerušeného pásu německých kolonií od Nigeru přes Zanzibar po poušť Kalahari (německy Deutsch-Mittelafrika). V důsledku Versailleské smlouvy ztratilo Německo všechny kolonie, vítězné mocnosti si je rozdělily následovně:
- Velká Británie: Německá východní Afrika (území Tanganika v dnešní Tanzanii), části Kamerunu a Toga, ostrov Nauru (spravován společně s Austrálií a Novým Zélandem)
- Francie: Kamerun a východní Togo
- Japonsko: Kiau-čou (1922 zpět Číně), Severní Mariany, Karolíny, Marshallovy ostrovy a Palau
- Belgie: Rwanda a Burundi (dříve součástí Německé východní Afriky)
- Jihoafrická unie: Německá jihozápadní Afrika (dnešní Namibie)
- Austrálie: severní část území dnešní Papuy Nové Guiney (Země císaře Viléma), Bismarckovo souostroví a ostrovy Bougainville a Buka v souostroví Šalomounovy ostrovy
- Nový Zéland: Samoa (jako mandátní území)

## Situace po první světové válce
Němečtí kolonisté museli na základě Versailleské smlouvy opustit všechny již bývalé německé kolonie. Již v dobách Výmarské republiky zaznívaly silně hlasy na opětovné získání kolonií; Němci se necítili jako viníci první světové války a ztrátu kolonií nebrali jako spravedlivou, spíše jak „krádež“.
Propagátoři znovunabytí kolonií spatřili šanci po nástupu Adolfa Hitlera k moci. Hitler se těmto snahám nebránil, jeho snahy o expanzi se ale spíše zaměřovaly na východ Evropy. Na konci 30. let se vyostřily vztahy s Velkou Británií, Německo se již nemuselo obávat otevřeně požadovat získání nových kolonií (z důvodu zhoršení vztahů s Británií). V roce 1938 vyplula loď MS Schwabenland, aby uplatnila německé územní nároky v Antarktidě (viz Nové Švábsko). Nacisté chtěli zámořských území využít ke specifickým úkolům, plánovali například deportaci Židů na Madagaskar, což se ukázalo jako nerealizovatelné.

## Další německá území nekoloniálního charakteru

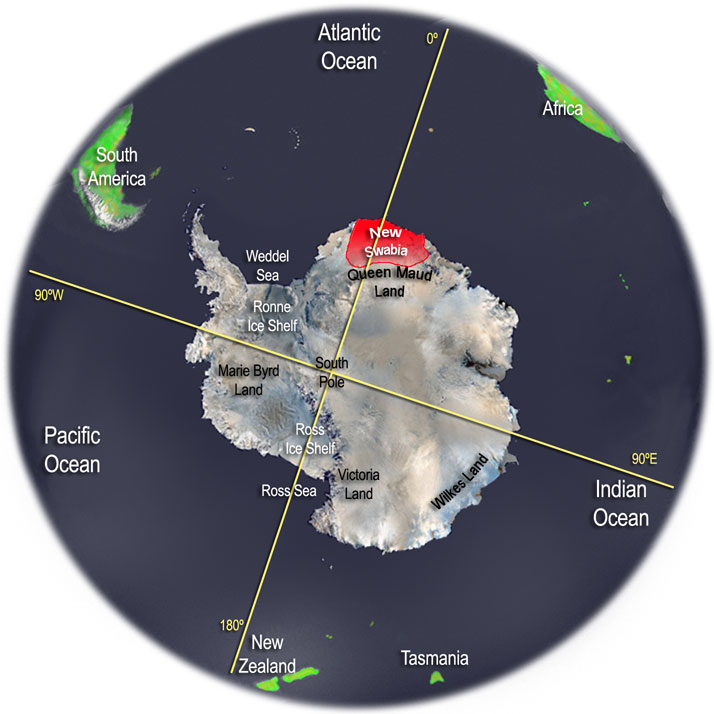
Nové Švábsko

- Ostrov Ernsta Thälmanna – malý ostrov v Zátoce sviní, který daroval Fidel Castro Německé demokratické republice
- Německá území v Antarktidě:
  - Země císaře Viléma II. (1902 – 1904)
  - šelfový led Filchner-Ronne (1911 – 1912)
  - Nové Švábsko (1938 – 1939)
- Vědecké stanice v Antarktidě:
  - Neumayer-Station (od 1981)
  - Filchner Station (1982 – 1999)
  - Drescher Station (od 1986)
  - Dallmannova laboratoř (od 1994), na Jižních Shetlandách
  - Kohnen Station (od 2001)
- Vědecké stanice v Arktidě:
  - Koldewey-Station (od 1991), na Špicberkách